# Ottavio Corgini
Ottavio Corgini (Fabbrico, 23 marzo 1889 – Roma, 12 dicembre 1968) è stato un politico ed economista italiano.

## Biografia
Funzionario di banca ed esperto economista, sedette alla Camera del Regno d'Italia nella XXVI legislatura. Il 31 ottobre 1922 venne nominato sottosegretario al Ministero dell'agricoltura del governo Mussolini. Fu uno dei deputati fascisti dissidenti contrari al cambiamento di rotta della politica di Mussolini dopo il 1922, insieme a Cesare Forni e Alfredo Misuri, e rassegnò le dimissioni da sottosegretario il 7 giugno 1923, in seguito alle minacce ricevute dopo il discorso d'opposizione tenuto alla Camera da Misuri. Partecipò alla fondazione di Patria e Libertà, in vista delle elezioni politiche del 1924, ma si ritirò dalla corsa per timore delle ripercussioni da parte dei fascisti.
Fece parte della Massoneria in esilio in Francia, compagno di Mario Bergamo al centro massonico di Emile Kahn.

## Archivio
Presso l'Istituto pavese per la storia della Resistenza e dell'età contemporanea di Pavia, è custodito dal 1987 il "fondo Corgini", composto da 1 159 carte che raccolgono documenti sulla vita di Ottavio Corgini, comprese le sue pubblicazioni su vari periodici, informazioni sul "fascismo d'opposizione" e sul ventennio a Reggio Emilia.